# Charlotte De Groof
Charlotte De Groof (17 maart 1987) is een Belgische actrice, theatermaker en dichteres. Tot 2017 was ze vooral actief in de theaterwereld. Daarnaast is ze sinds 2011 freelance radio- en televisiemaker. De Groof is bekend als Lotte Vissers in de VTM-serie Echte Verhalen: De Buurtpolitie.
In 2021 ging ze in première met haar autobiografische monoloog "Charlie Bravo" (onder regie van Stefan Perceval): een taboedoorbrekende voorstelling over emotioneel misbruik binnen het gezin. In 2022 werd ze in Amerika gepubliceerd door Gracepoint Publishing met het boek From a Left Angle Cross of the Plane - Human Design Poetry. In 2024 debuteert ze met haar Nederlandstalige poëziedebuut: "Je bestemming vinden". 